# Клопиха (река)
Клопиха — река в России, протекает в Саратовской области. Устье реки находится в 293 километрах по левому берегу от устья реки Большой Иргиз. Длина реки — 30 километров.

## Данные водного реестра
По данным государственного водного реестра России относится к Нижневолжскому бассейновому округу, водохозяйственный участок реки — Большой Иргиз от истока до Сулакского гидроузла, речной подбассейн реки — подбассейн отсутствует. Речной бассейн реки — Волга от верхнего Куйбышевского водохранилища до впадения в Каспий.
Код объекта в государственном водном реестре — 11010001612112100010069.